# Пеніки
Пе́ніки (фін. Penikkala, рос. Пеники) — присілок в Ломоносовському районі Ленінградської області, адміністративний центр Пеніковського сільського поселення.

## Географія
Розташований на південному березі Фінської затоки, 7 км на захід від міста Ломоносова, 6 км на схід від смт. Велика Іжора.

## Історія
Щоб покласти край шведсько-московській війні 1613-1617 років, Московське царство в 1617 році уклало Столбовський мирний договір, і було змушено поступитися шведам частиною Новгородських земель. Так, територія Ломоносовського району Ленінградської області (включаючи територію сучасних Пеніки) перебувало у власності Швеції (історичного регіону Інгерманландія) в період 1617 — 1721 рр.
В цей час тут і з'явилася садиба, власник якої займався розведенням ловчих собак, продажем цуценят, звідки і пішла назва села (фін. Penikkala, походить від 'penikka' — «щеня»). На карті 1703 року село Пеніки відзначене як садиба «Пронсмоче».
Село відоме з 19 століття, збереглися описи місцевої бідності та баришництва місцевого попá часів скасування кріпосного права. Згадується серед приходів великоіжорської Миколаївської церкви в 1884 році.
За національним складом переважна більшість населення після 1943 р. — росіяни. Корінне населення — іжора, інгерманландці — практично зникли в результаті сталінських репресій та виселень.
Згідно із законом від 24 грудня 2004 року № 117-оз належить до муніципального утворення Пеніковське сільське поселення.

## Підприємства
- ЗАТ «Балтійський берег» — фірма, що спеціалізується на реалізації і перероблення риби та різних видів рибної продукції.

## Релігія
Нині в селі проводиться будівництво церкви Св. Царствених мучеників (Царствених страстотерпців).